# جامعة لانكستر
جامعة لانكاستر (بالإنجليزية: Lancaster University؛ رسميًّا University of Lancaster) جامعة بحثية عامة بريطانية تقع في مدينة لانكستر في لانكشر في إنجلترا. تأسست الجامعة في عام 1964 بامتياز ملكي،  وهي واحدة من عدة جامعات أُسست في المملكة المتحدة في سيتينيات القرن العشرين.
كانت الجامعة في الأصل تقع في «بوابة سينت ليونارد» في وسط المدينة. ونُقلت لاحقًا إلى حرم جامعي مساحته 120 هكتار بُني لها خصيصًا على بُعد 4 كيلومترات جنوب موقعها القديم. مباني الحرم موزعةٌ حول ممشى مركزي يُعرف باسم «العمود الفقري» ويؤدي إلى ساحة عامة مركزية تسمى «ساحة ألكسندرا» تيمنًا برئيسة الجامعة الأولى الأميرة ألكسندرا.
تتألف جامعة لانكستر من كليَّات سكنية ذات استقلال محدود. وسميت الكليات الجامعية الثمانية على أماكن في محافظة لانكشر التاريخية. ولكل كلية مربعها السكني الخاص وغرفٌ مشتركة وطاقم إداري وحانات.
الجامعة مصنفة ضمن العشرة الأوائل في كلٍّ من جداول تصنيف الجامعات الوطنية الثلاث، وحصلت على التصنيف الذهبي في النسخة الافتتاحية (2017) من «تيتشينغ إكسلنس فريموورك»، وهو تقييمٌ حكومي لجودة التعليم في الجامعات ومنشآت التعليم العالي في إنجلترا. بلغ دخل المؤسسة السنوي في 2018\19 317.9 مليون جنيه إسترليني من منح وعقود بحثية، وبلغ إنفاقه 352.7 مليون جنيه إسترليني. جامعة لانكستر عضو في شراكة إن 8 للبحوث التي تضم جامعات درم وليدز وليفربول ومانشستر ونيوكاسل وشفيلد ويورك. يرأس الجامعة ألان ميلبورن منذ عام 2015.

## تاريخ الجامعة
كانت الحكومة بعد نهاية الحرب العالمية الثانية تتأقلم مع مطالب شعب نامٍ ومع قدوم عصر تكنولوجي جديد. وكان التعليم العالي من الشؤون التي أولتها اهتمامًا كبيرًا. فأسست ما بين عامي 1958 و1961 سبع جامعات جديدة بما فيها لانكستر. وأُعلن اختيار مدينة لانكستر لاحتضان الجامعة الرابعة بنفس الاسم في مجلس عموم المملكة المتحدة بتاريخ 23 نوفمبر 1961.

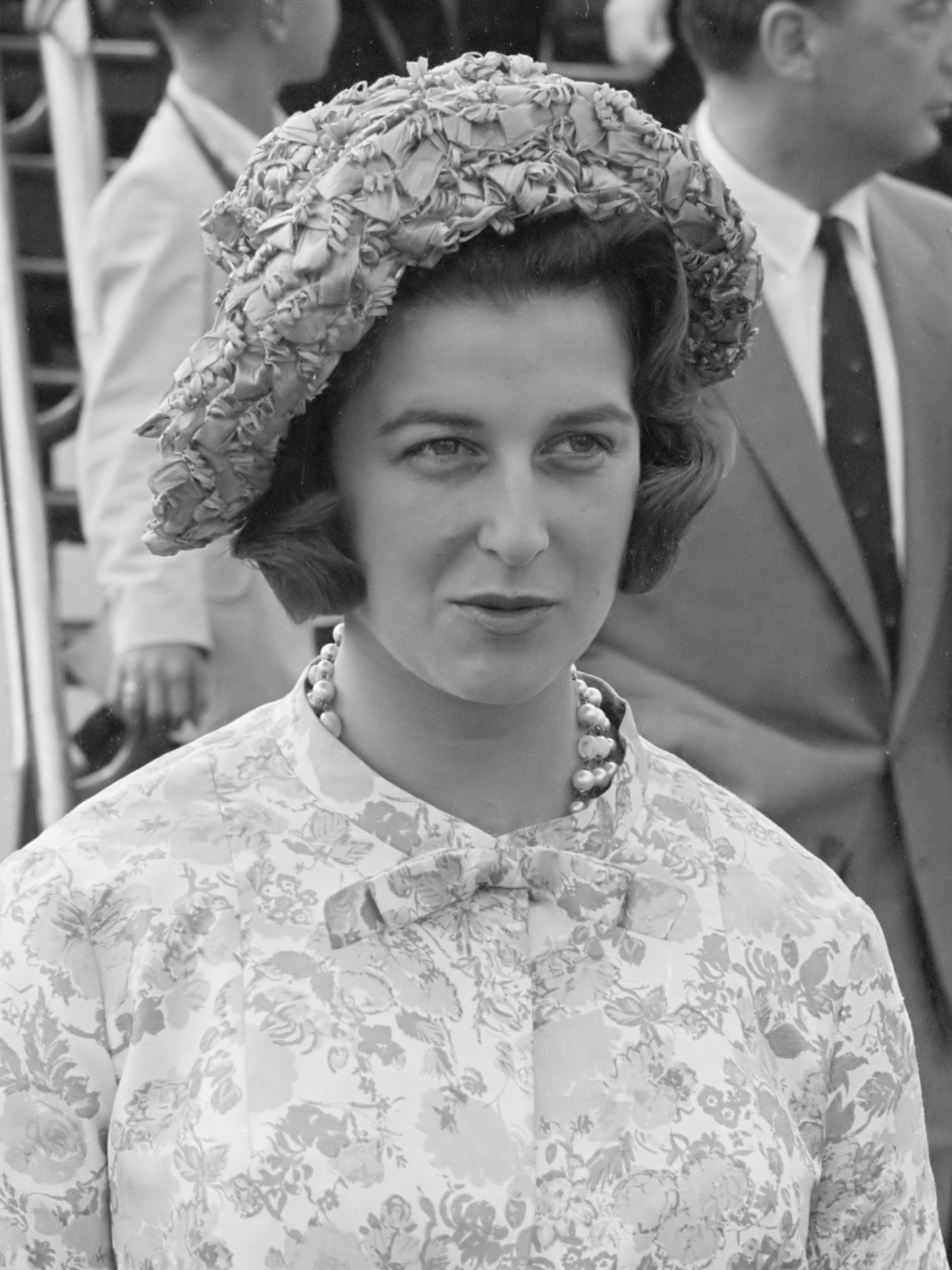
كانت مدةُ حُكم الرئيسة المؤسِّسَة الأميرة ألكسندرا، والتي شغلت المنصب من 1964 إلى 2004، الأطول في جميع الجامعات البريطانية.

أُسست الجامعة بامتياز ملكي في عام 1964. ونصَّت الوثيقة على أن تكون الأميرة ألكسندرا أول رئيسة للجامعة، ونُصبِّت عام 1964. كما شهد الحفل الافتتاحي منح شهادات دكتوراه فخرية لكبار الشخصيات وأصحاب المقام بما فيهم رئيس الوزراء هارولد ويلسون.
تنحَّت الأميرة ألكسندرا عن منصبها كرئيسة للجامعة في عام 2004 وكانت رئيسةَ الجامعة ذات مدة الحكم الأطول في بريطانيا كلها. وقبل مغادرتها، أعطت الأميرة الضوء الأخضر لمنح جائزة «وسام رئيس الجامعة» لأكثر طلاب الجامعة جدارة وتميُّز. يُتوَّج بالجائزة كل عام وعلى حدٍّ أقصى خمسةٌ من خريجي دورات الماجستير وستةٌ من الطلاب الجامعيين الأعلى أداءً.
فتحت الجامعة أبوابها لأول مرة في أكتوبر 1964 وكانت في بادئ الأمر توظِّف 13 أستاذًا و32 عضوًا إضافيًّا في طاقم التعليم والبحث و8 موظفين في المكتبة و14 مسؤولًا عن الدرجات الأكادمية. وتبنَّت الجامعة شعار "patet omnibus veritas" ومعناه «الحقيقة تكشف نفسها للجميع». وشرعت الجامعة في قبول طلاب العلوم لأول مرة في عام 1965.
كانت الجامعة ولمدة مؤقتة تتخذ أماكن متعددة من المدينة جزءًا من حرمها. كانت إحدى صالات المحاضرات وقاعةُ اجتماع الطلاب الأولى تقع في كنيسة أبرشانية تسمى «سينتنيري تشيرس» ليست ببعيدة عن مباني مصنع شركة الأثاث «ويرينغ وغيلوو» القديمة، والتي استخدِمت بدورها لاستيعاب الطلبة الجديد. وأُسكن العديد منهم في بلدة موركم. واستؤجر المسرح الكبير بلانكستر ليكون صالة محاضرات الجامعة الرئيسية كما استؤجر المبنيان رقم 112 و114 في منطقة «بوابة سينت ليونارد» لتُستخدم بعض غرفهما أقسامًا وتستخدم أخرى غرف استجمام. أما مكتبة الجامعة فوضعت في وُرَش العمل القديمة التابعة لشركة «شيرغلي وهانت» لصناعة الزجاج المعشق الواقعة بحي «كاسل هيل».
أُسِّست كليَّتا باولاند ولونسديل كأول كليَّتين في الجامعة وعيِّن جميع الكادر التعليمي والطلاب رغم أن أبنية الكليتين لم يتم بناؤنها حتى عام 1966. انتقل الطلاب إلى السكن الجامعي لأول مرة في أكتوبر عام 1968 وعقدوا الاجتماعات الطلابية الأولى آنذاك. وانتقلت الجامعة إلى حرمها الجامعي تدريجيًّا في الفترة ما بين 1966 و1970.
في عام 2014، احتفلت جامعة لانكستر بعيد ميلادها الخمسين وذلك من خلال سلسلة من المناسبات أُقيمت على مدار العام شارك فيها خريجون وموظفون وطلاب وأفراد من المجتمع المحلي.

## الحرم الجامعي

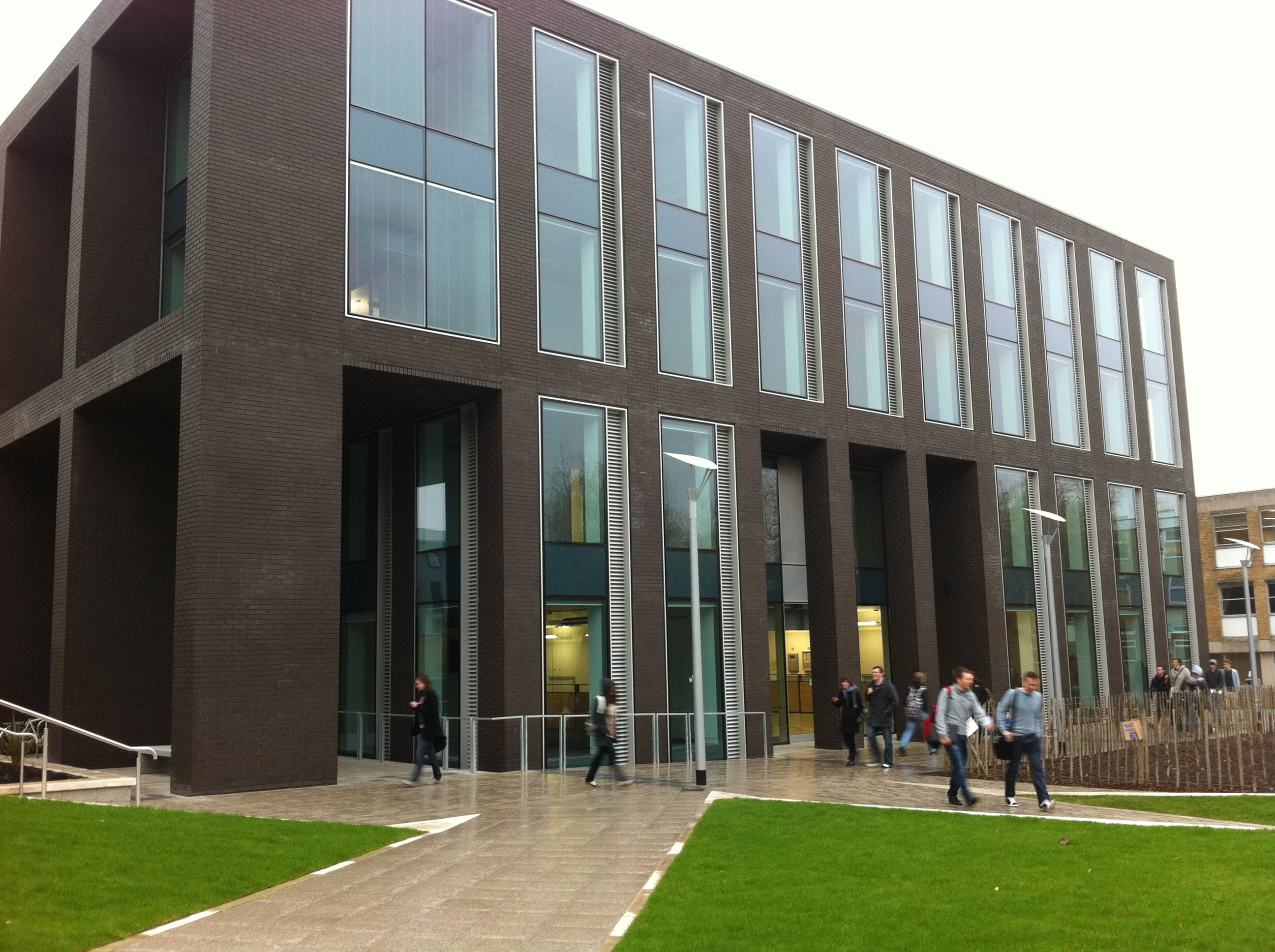
مبنى تشارلز كارتر

### بيلرغ
يغطي مبنى حرم الجامعة المسمى «بيلرغ»، والذي بُني خصيصًا لهذا الغرض، موقعًا مساحته 1457 كم مربع كان قد تبرع به مجلس مدينة لانكستر في عام 1963. تقع مباني الحرم على قمة تلة ويقع على المنحدرات السفلية منها متنزهٌ مُزيَّن به بحيرة كارتر وبِرْكة بطّ وملاعب الجامعة الرياضية. أخذت بحيرة كارتر التي صُمِّمت في أوائل القرن العشرين اسمَها من تشارلز كارتر الذي شغل منصب أول نائب رئيس للجامعة. يقع الحرم على بعد 5 كيلومترات جنوب مركز المدينة. بدأت عملية بناء حرم بيلرغ في نوفمبر عام 1965 وأُتمَّ المبنى الأول بعد سنة من بدء الأشغال. وفتح السكن الجامعي الأول أبوابه في عام 1968.
وعلى عكس الكثير من الحُرُم الجامعية في بريطانيا، صُمِّم حرم بيلريغ ليشمل مناطق ومساحات اجتماعية وسكنية وتعليمية. ومن أكثر ما ميَّز تصميم الحرم عن غيره أنه لم يشمل مبنًى مركزيًّا كبيرًا لاتحاد الطلاب وإنما لكل كلية فيه على حِدَتها مرافقُها الاجتماعية والترفيهية الخاصّة. حركة مرور المركبات والمشاة في الحرم مفصولة وذلك من خلال حصر حركة المركبات في طريق جانبي يربطه نفق أسفل ساحة ألكسندرا. ويوجد بالنفق موقف حافلات بيلريغ وكان النفق قد جُدِّد في خريف عام 2010. وتُركن السيارات بأسلوب الطريق المسدود (cul-de-sacs) على مدى الطريق الجانبي.
مباني الحرم موزعةٌ حول ممشى مركزي يُسمى «العمود الفقري» ("The Spine"). يمتد هذا الممشى من شمال الحرم (كلية كاونتي) إلى جنوبها الغربي (كلية الدراسات العليا). كان المهندس المعماري الرئيس الذي عمل على الحرم هو غابرييل إبستاين من شركة شيبرد وإبستاين.
على قمة تل قاحل في يومٍ من عام 1963 كانت تعصف فيه رياح عاتية، جلس المهندسان الشريكان شيبرد وإبستاين يفحصان ويدرسان الموقع الترابي الذي ستُبنى عليه الجامعة. وتذكر بيتر شيبرد ذلك اليوم قائلًا:

ذهبنا إلى هناك في يوم عاصفٍ شديد البرودة. وكلما فتحنا مخططًا كان يطير بعيدًا. وسألنا أنفسنا ماذا نحن فاعلون بكل هؤلاء التلاميذ، أين سيجلسون مع الشمس وكل ذلك؟ قررنا أن نجعل المباني مباني أديرة cloisters. وكان عليها أن تجتمع جميعها عند مستوى الأرض. ثم ابتكرنا نظامًا كانت لديه قاعدة صارمة تقتضي بأن يتخلل النظام عمودُ فقري كبير في المنتصف يمشي عليه الناس ولا يوجد مكان في الحرم إلا ويؤدي إليه. وكانت السيارات على الخارج في كلا جانبي الطريق. وكانت المساحات الفارغة والساحات مستطيلةَ الشكل وكانت تختلف عن بعضها البعض اختلافًا بسيطًا. وكانت الأساسيَّات اثنتين أو ثلاث: كانت إحداها أن الطريق المغطَّى عليه أن يكون متواصلًا غير منقطع، وكان على المبانى أن تكون من ثلاثة أو أربعة طوابق وملتصقة بالمبنى الذي يليها. كان هذا التصميم مناسبًا.

وفي الفترة ما بين عامَي 2016 و2018، أُعيد تصميم «العمود الفقري» من البداية في مشروعٍ عُرف باسم «صَمِّم العمودَ الفقري» كان الهدف منه استبدال السطح الخشبي المُتهالك والحدُّ من الاختنافات المرورية وإضافة مساحات خضراءَ مُزيَّنة.
ساحة ألكسندرا هي ساحة الجامعة الرئيسية التي أخذت اسمها من رئيسة الجامعة الأولى الأميرة ألكسندرا. وتقع الساحة في مركز الحرم وتشمل المكتبة في الركن الجنوبي الغربي. صمَّم المكتبة المهندس المعماري توم ميلور بالتعاون مع أمين المكتبة الرئيسي غراهام ماكينزي في 1964. وقال ماكينيزي إن المكتبة يجب أن تسع ألفَي قارئ ومليون كتاب. فتحت المكتبة أبوابها لأول مرة في سبتمبر 1966، ثم فتحت مرة أخرى في يوليو 1968 في مرحلتها الثانية ثم في الثالثة في يناير 1971 بعد أن أضيف إليها فناءٌ به نافورة ومنطقةُ جلوس في الهواء الطلق في شُرفاتها العلوية ومعرض ومنطقة مخصصة للدراسة. وشهدت المكتبة توسيعًا في عام 1997 تبعه تجديد في عام 2014 قبل أن يكتمل بناؤها في عام 2016. في عام 1998، اُفتتِحت مكتبة راسكين التي صممها المهندس المعماري الحداثي ريتشارد ماكورماك.

## الكليات
تنقسم الجامعة إلى ثلاثة كليات:
- كلية الآداب والعلوم الاجتماعية والتي تتألف من قسم للقانون وأقسام للعلوم الاجتماعية التطبيقية والبحث التعليمي، واللغة الإنجليزية والكتابة الإبداعية، وقسم للغات والثقافات الأوروبية، واللغويات واللغة الإنجليزية، وقسم الفلسفة، وقسم العلوم السياسية والعلاقات الدولية، والدراسات الدينية وعلم الاجتماع، ومؤسسات البحوث الثقافية، وغيرها من الأقسام.
- كلية العلوم والتكنولوجيا وتتألف من العديد من الأقسام الأكاديمية في العديد من المجالات.
- كلية الإدارة وتتألف كذلك من العديد من الأقسام الأكاديمية.

## الحياة الثقافية في الجامعة
تضم الجامعة متحف بيتر سكوت وهو مفتوح للعامة مجاناً. ويشتمل هذا المتحف على المجموعات الفنية العالمية التي اقتنتها الجامعة ومن بينها بعض الأعمال الفنية اليابانية والصينية، وأعمال الفنانين الإنجليز في القرن العشرين.

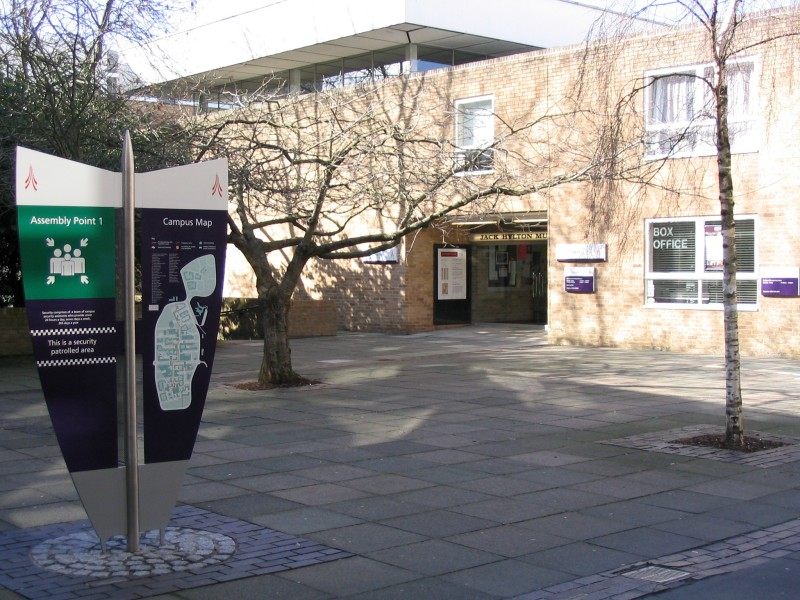
خارج ساحة قاعات جاك هيلتون للموسيقى

كما تضم الجامعة مسرح نوفيلد، ومكتبة راسكن التي تحتوي على مواد أرشيفية تعود للشاعر جون راسكن، وهي مكتبة يمكن للعامة الدخول إليها كذلك، إلا أن المكتبة لا تعرض سوى جزء محدود من أعمال الشاعر للعامة. تم إنشاء المبنى في العام 1997 وتشتمل المكتبة على أكبر مجموعة من الكتب والمخطوطات والصور والرسوم التي تعود لجون راسكن في العالم.

## وصلات خارجية
- الموقع الرسمي للجامعة
- الموقع الرسمي للمكتبة